# Oreské (Košice)
|  | No s'ha de confondre amb Oreské (Trnava). |

Oreské és un poble i municipi d'Eslovàquia. Es troba a la regió de Košice, a l'est del país.

## Història
La primera referència escrita de la vila data del 1358.

## Demografia
| Godina             | 1994 | 2004   | 2014   | 2024   |
| ------------------ | ---- | ------ | ------ | ------ |
| Nombre de persones | 525  | 495    | 481    | 474    |
| Diferència         |      | −5,71% | −2,82% | −1,45% |

| Godina             | 2023 | 2024   |
| ------------------ | ---- | ------ |
| Nombre de persones | 480  | 474    |
| Diferència         |      | −1,25% |